# 高橋美華
高橋 美華（たかはし みか、本名：高橋 美香（たかはし みか）、1969年2月12日 - ）は、日本の元女子プロレスラー。身長166cm、体重63kg、血液型O型。栃木県河内郡出身。
実妹は元女子フィギュアスケート選手の高橋香奈子。

## 経歴
クラッシュ・ギャルズの長与千種に憧れ、全日本女子プロレスの門を叩く。オーディションに落ち続けたが、高校を中退し工場で働きながら東京のジムまで通い、1986年に4回目の受験で合格。長与の付き人を務める。
同年9月25日、埼玉県・大宮スケートセンターにおいて、対神谷美織戦でデビュー。1986年度新人王戦では準優勝に輝く。前田薫とアイドルタッグチーム『ハニーウィングス』を結成、女子プロレスのWinkとして売り出され、全日本タッグ王座も2回戴冠した。
1990年、団体が練習場所の提供とリングを貸与した縁で、ユニバーサル・プロレスリングの興行にアジャコング・バイソン木村・前田薫らとともに出場、女性ならではの俊敏な動きが男子プロレスのファンに注目され、全日本女子プロレスに新たなファン層を作るきっかけとなる。しかし1991年に前田がユニバーサル・プロレスリングへ移籍したことに伴い、ハニーウィングスはペア解消となる。
その後、アジャと木村が結成した『ジャングル・ジャック』に神谷と共に加わりヒールターン。しかし膝と腰に慢性の故障を抱え、10月4日の東京・後楽園ホール大会において、対神谷戦をもって引退した。
引退後はOLや専業主婦などを経て、千葉県松戸市のスナック「アポニー」に勤務。二人の子供を連れて離婚後、2021年2月に同市に「居酒屋みかづき」を開店した。

## 得意技
フライング・メイヤー
コルバタ
フェイス・バスター
タカミスペシャル

## タイトル歴
全日本女子プロレス
- 1986年新人王準優勝
- 全日本タッグ王座（第6代・第9代、パートナーは前田薫）

## テーマ曲
- IN HER EARLY DAYS (鳥山雄司)